# Ці щасливі дні
Ці щасливі дні (англ. Those Happy Days) — американська короткометражна кінокомедія Роско Арбакла 1914 року.

## У ролях
- Роско ’Товстун’ Арбакл — Фатті
- Слім Саммервілл — роздратований сусідів
- Честер Конклін
- Мінта Дарфі
- Мак Свейн